# Borneojapetus longipes
Borneojapetus longipes – gatunek kosarza z podrzędu Laniatores i rodziny Podoctidae. Jedyny znany przedstawiciel monotypowego rodzaju Borneojapetus.

## Taksonomia
Kosarz ten został opisany w 1949 roku przez Roewer na podstawie pojedynczego okazu samca i umieszczony we własnym rodzaju Japetus pod nazwą Japetus longipes. Nazwa Japetus została jednak wcześniej nadana rodzajowi pluskwiaka i w 2006 roku Özdikmen przeniósł gatunek do nowego rodzaju Borneojapetus.

## Opis
Ciało długości 4 mm, a kolejne pary odnóży: 7, 26, 18 i 25 mm. Grzbietowa i brzuszna strona ciała opatrzona guzkami i kolcami. Odnóża z cienkimi kolcami. Stopy odnóży I pary trójczłonowe, a pozostałe pięcioczłonowe. Nogogłaszczki i szczękoczułki rdzawe, kolce na grzbiecie czarne, a odnóża czarno siateczkowane.

## Występowanie
Gatunek endemiczny dla Borneo.